# Marugán
Marugán ist ein Ort und eine Gemeinde (municipio) mit 763 Einwohnern (Stand: 2024) in der zentralspanischen Provinz Segovia in der Autonomen Region Kastilien-León. Zur Gemeinde gehört das Neubaugebiet Urbanización Pinar de Párraces.

## Lage und Klima
Marugán liegt in der kastilischen Meseta in ca. 955 m Höhe ungefähr 25 Kilometer (Fahrtstrecke) westsüdwestlich der Provinzhauptstadt Segovia. Im Gemeindegebiet liegt der Flugplatz Marugán. Das Klima ist gemäßigt bis warm.

## Bevölkerungsentwicklung
| Jahr      | 1970 | 1981 | 1991 | 2001 | 2011 | 2021 |
| Einwohner | 306  | 231  | 262  | 404  | 679  | 714  |

## Sehenswürdigkeiten
- Nikolauskirche